# Les Sortilèges du feu
Les Sortilèges du feu est le quatrième tome de la série Les Protégées de l'empereur, d'Évelyne Brisou-Pellen, et publié chez Pocket Jeunesse en 2008.

## Résumé
« Noirmoutier, an 843.
D'inquiétantes voiles claquent dans le vent. Les Vikings arrivent ! Tella, fille d'Ava, comprend qu'il faut fuir de toute urgence. 
Après mille angoisses, elle parvient à quitter l'île avec sa sœur et son cousin.
Mais quand ils débarquent à Nantes, les trois jeunes découvrent qu'un autre danger les guette. Le feu qui s'apprête à ravager la ville a plusieurs visages... et l'un d'eux brûle le cœur. »

— Évelyne Brisou-Pellen, Quatrième de couverture de « Les Sortilèges du feu »
Présenté ainsi, le livre n'enflamme guère l'imagination, et les premières pages s'en avèrent d'une lecture difficile.
Il y a de l'action (Loup manque mourir...), et toujours de l'amour et de l'aventure.
Finalement, l'ouvrage s'en sort plutôt bien, même s'il est toujours frustrant de voir certains personnages faire montre d'une stupidité qui auraient dû leur valoir mille fois la mort (comme en témoigne l'exemple du prêtre).  
Quoi qu'il en soit, Tella, Odane et Waldo sont attaqués par les Vikings et parviennent à s'enfuir en portant Loup, qui est blessé.
Ils se font passer, Waoldo pour un jeune seigneur, Odane pour sa petite sœur et Tella enfin pour la servante. Mais la menace de Richeut plane toujours. Un mystérieux homme les suit... Tella le sent. Ce jeune seigneur serait-il envoyé par Richeut pour les tuer ? Mais Uthéric, un mendiant, vient opportunément à leur aide, alors qu'ils sont à Nantes, et se révèle comme étant un ami pour eux. Mais bientôt, Les Vikings s'attaquent à la ville, alors que tous les habitants sont regroupés dans l'église pour la Sainte communion... Que va-t-il se passer ?